# Бишівська сільська рада (Фастівський район)
Биші́вська сільська́ ра́да — орган місцевого самоврядування у Фастівському районі Київської області, центр управління Бишівської сільської територіальної громади. Адміністративний центр — село Бишів.

## Загальні відомості
- Бишівська сільська рада утворена в 1921 році.
- Територія ради: 1,094 км² (станом на 2019 рік)
- Населення ради: 3 193 особи (станом на 2001 рік)
- Територією ради протікає Лупа.

## Населені пункти
Сільській раді до кінця листопада 2020 року були підпорядковані такі населені пункти:
- с. Бишів
- с. Горобіївка
- с. Лубське
- с. Ферма

## Влада

### Керівний склад ради
| ПІБ                         | Основні відомості                                                         | Дата обрання | Дата звільнення |
| --------------------------- | ------------------------------------------------------------------------- | ------------ | --------------- |
| Таранчук Анатолій Іванович  | Сільський голова, 1961 року народження, член Української Народної Партії  | 26.03.2006   | 31.10.2010      |
| Мірошкін Олег Олександрович | Сільський голова, 1971 року народження, освіта вища, член Партії регіонів | 31.10.2010   | 01.12.2020      |
| Рознай Іван Юрійович        | Бишівський сільський голова                                               | 02.12.2020   |                 |

Примітка: таблиця складена за даними джерела

### Депутати
За результатами місцевих виборів 2010 року депутатами ради стали:

#### За суб'єктами висування
| Суб'єкт висування                                       | Кількість обраних депутатів | %    |
| ------------------------------------------------------- | --------------------------- | ---- |
| Політична партія Всеукраїнське об'єднання «Батьківщина» | 16                          | 66,7 |
| Самовисування                                           | 7                           | 29,2 |
| Комуністична партія України                             | 1                           | 4,2  |

#### За округами
| № округу                                                | Прізвище, ім'я, по батькові      | Дата визнання обраним | Освіта                    | Партійна приналежність | Відомості про обраного депутата            |
| ------------------------------------------------------- | -------------------------------- | --------------------- | ------------------------- | ---------------------- | ------------------------------------------ |
| Комуністична партія України                             |                                  |                       |                           |                        |                                            |
| 21                                                      | Очеретнюк Віктор Савович         | 31.10.2010            | Освіта середня спеціальна | позапартійний          | ТОВ «Прометей», начальник вироб.дільниці   |
| Політична партія Всеукраїнське об'єднання «Батьківщина» |                                  |                       |                           |                        |                                            |
| 1                                                       | Волосков Андрій Миколайович      | 31.10.2010            | Освіта вища               | позапартійний          | ТОВ «Октан», директор                      |
| 2                                                       | Ступак Валентина Павлівна        | 31.10.2010            | Освіта вища               | позапартійна           | Бишівський будинок культури, директор      |
| 5                                                       | Гордієнко Софія Григорівна       | 31.10.2010            | Освіта вища               | позапартійна           | с. Вільно, вчитель                         |
| 7                                                       | Андрійко Ніна Степанівна         | 31.10.2010            | Освіта середня            | позапартійна           | мКиїв пологовий будинок, медсестра         |
| 8                                                       | Сніжко Віктор Григорович         | 31.10.2010            | Освіта середня спеціальна | позапартійний          | тимчасово не працює                        |
| 9                                                       | Бондар Олександр Павлович        | 31.10.2010            | Освіта середня            | позапартійний          | приватний підприємець                      |
| 11                                                      | Григораш Валентина Василівна     | 31.10.2010            | Освіта середня            | позапартійна           | пенсіонер                                  |
| 12                                                      | Кудименко Любов Анатоліївна      | 31.10.2010            | Освіта середня спеціальна | позапартійна           | Дільнича лікарня сБишів, медсестра         |
| 13                                                      | Розгон Наталія Андріївна         | 31.10.2010            | Освіта середня            | позапартійна           | пенсіонер                                  |
| 14                                                      | Коба Леся Петрівна               | 31.10.2010            | Освіта вища               | позапартійна           | Бишівська загальноосвітня школа, вчитель   |
| 15                                                      | Атаманенко Наталія Володимирівна | 31.10.2010            | Освіта середня спеціальна | позапартійна           | мКиїв Пологовий будино № 5, медсестра      |
| 16                                                      | Клиндух Сергій Миколайович       | 31.10.2010            | Освіта вища               | позапартійний          | приватний підприємець                      |
| 17                                                      | Савченко Олексій Миколайович     | 31.10.2010            | Освіта середня спеціальна | позапартійний          | тимчасово не працює                        |
| 18                                                      | Головко Михайло Володимирович    | 31.10.2010            | Освіта вища               | позапартійний          | смт Макарів склади ГО, охоронник           |
| 20                                                      | Олійник Людмила Валентинівна     | 31.10.2010            | Освіта середня спеціальна | позапартійна           | приватний підприємець                      |
| 23                                                      | Кравець Марія Володимирівна      | 31.10.2010            | Освіта середня            | позапартійна           | Дільнича лікарня сБишів, регістратор       |
| Самовисування                                           |                                  |                       |                           |                        |                                            |
| 3                                                       | Вінідіктовна Катерина Антонівна  | 31.10.2010            | Освіта вища               | позапартійна           | Бишівська загальноосвітня школа, вчитель   |
| 4                                                       | Іщук Ніна Іванівна               | 31.10.2010            | Освіта середня спеціальна | позапартійна           | Дільнича лікарня сБишів, фельдшер          |
| 6                                                       | Дідушко Сергій Вікторович        | 31.10.2010            | Освіта середня            | позапартійний          | ППЧ-33, пожежник                           |
| 10                                                      | Голенко Віктор Григорович        | 31.10.2010            | Освіта середня            | позапартійний          | ПП «Алекс -Плюс», начальник служби безпеки |
| 19                                                      | Ніщенко Віктор Миколайович       | 31.10.2010            | Освіта середня            | позапартійний          | АПТ «Стріла»                               |
| 22                                                      | Шевченко Олексій Олександрович   | 31.10.2010            | Освіта вища               | позапартійний          | КПІ, студент                               |
| 24                                                      | Абрамова Олена Леонідівна        | 31.10.2010            | Освіта середня            | позапартійна           | ПП Шаповал Т. В., продавець                |

## Старости
| Села                       | ПІБ                            | Дата призначення | Дата звільнення |
| -------------------------- | ------------------------------ | ---------------- | --------------- |
| Грузьке та Весела Слобідка | Ларчикова Тетяна Володимирівна | 02.12.2020       |                 |
| Лишня та Осикове           | Деревянченко Оксана Миколаївна | 02.12.2020       |                 |
| Мостище                    | Цисаренко Володимир Іванович   | 02.12.2020       |                 |
| Ясногородка                | Кононенко Сергій Андрійович    | 02.12.2020       |                 |
| Чорногородка               | Ступак Людмила Миколаївна      | 02.12.2020       |                 |
| Яблунівка та Леонівка      | Козлівська Валентина Василівна | 02.12.2020       |                 |
| Нові Опачичі та Козичанка  | Бояринова Олена Олександрівна  | 02.12.2020       |                 |